# Finala Campionatului Mondial de Fotbal 1934
Finala Campionatului Mondial de Fotbal 1934 a fost meciul decisiv de la Campionatul Mondial de Fotbal din 1934. S-a jucat între Cehoslovacia și Italia. Italia a câștigat meciul cu 2-1. 
Finala a avut loc pe Stadio Nazionale PNF în Roma. Cehoslovacia a deschis scorul cu 15 minute înainte de final prin Puč. Au fost la conducere numai pentru 5 minute, Italia egalând prin atacantul Orsi. Nu s-a mai înscris în timpul normal de joc așa că meciul a intrat în prelungiri. Cu doar 5 minute jucate în prelungiri, Italia a preluat conducerea cu un gol marcat de Schiavio astfel câștigând pentru prima oară Campionatul Mondial.

## Detaliile meciului
| Cehoslovacia | 1 – 2 (d.p.) | Italia                |
| ------------ | ------------ | --------------------- |
| Puč 76'      | Report       | Orsi 81' Schiavio 95' |

| Cehoslovacia | Italia |

| CEHOSLOVACIA: |  |                    |
|               |  |                    |
| P             |  | František Plánička |
| F             |  | Josef Čtyřoký      |
| F             |  | Ladislav Ženíšek   |
| M             |  | Josef Košťálek     |
| M             |  | Štefan Čambal      |
| M             |  | Rudolf Krčil       |
| A             |  | František Junek    |
| A             |  | František Svoboda  |
| A             |  | Jiří Sobotka       |
| A             |  | Oldřich Nejedlý    |
| A             |  | Antonín Puč        |
| Antrenor:     |  |                    |
| Karel Petrů   |  |                    |

| ITALIA:        |  |                     |
|                |  |                     |
| P              |  | Gianpiero Combi (c) |
| F              |  | Eraldo Monzeglio    |
| F              |  | Luigi Allemandi     |
| M              |  | Attilio Ferraris    |
| M              |  | Luis Monti          |
| M              |  | Luigi Bertolini     |
| A              |  | Enrique Guaita      |
| A              |  | Giuseppe Meazza     |
| A              |  | Angelo Schiavio     |
| A              |  | Giovanni Ferrari    |
| A              |  | Raimundo Orsi       |
| Antrenor:      |  |                     |
| Vittorio Pozzo |  |                     |

| Regulile meciului: - 90 minute - Prelungiri dacă scorul este egal |